# Wappen Albaniens
Das heutige Nationalwappen Albaniens wurde im Jahr 2002 eingeführt. Auf der roten Staatsflagge wird das gültige Wappen ohne den goldenen Helm wiederholt.

## Beschreibung

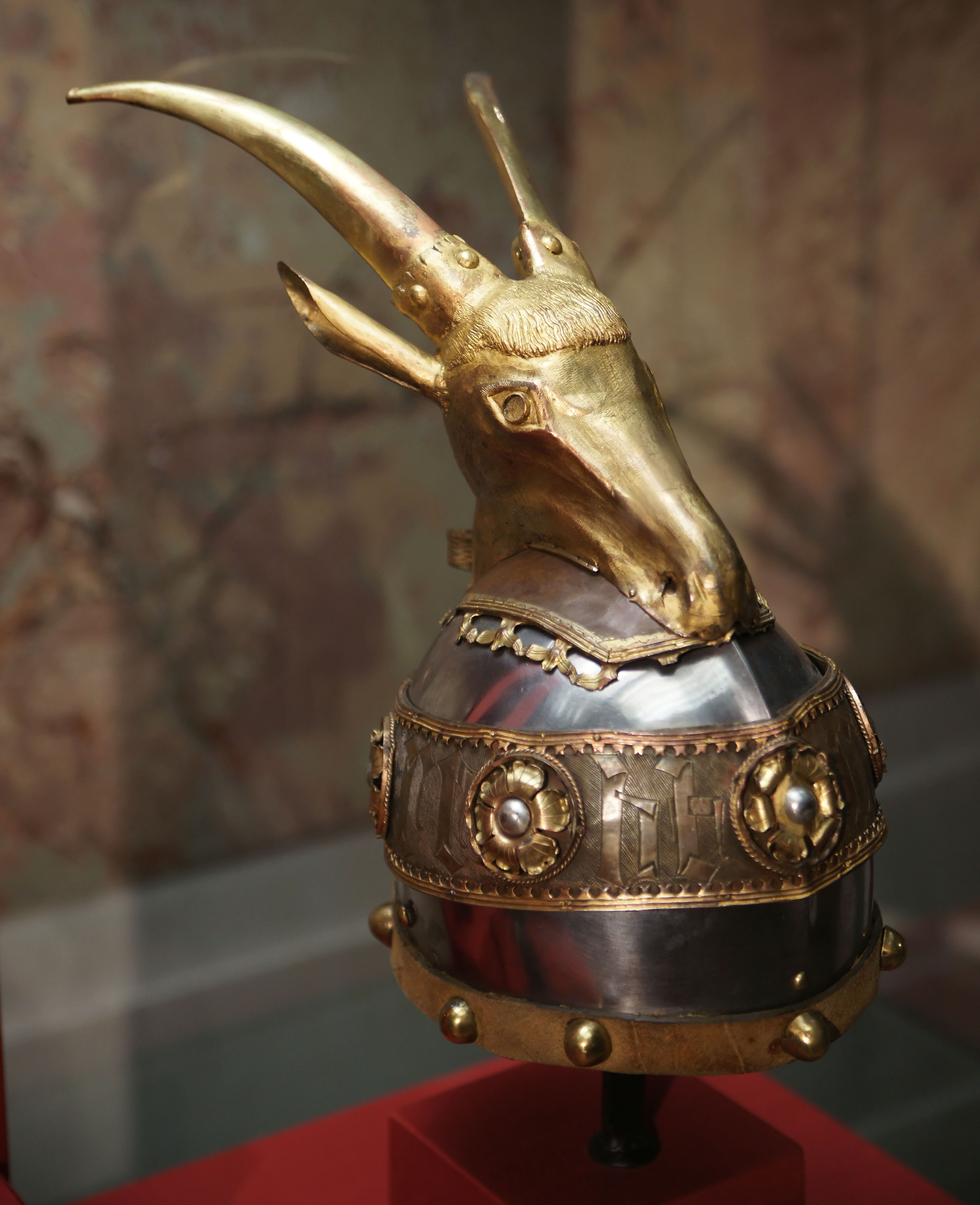
Helm des Skanderbeg

Bei dem Wappen handelt es sich um eine Adaption der Flagge Albaniens. Es basiert auf einem Siegel des albanischen Nationalhelden Skanderbeg. Das Wappen besteht aus einem roten Schild mit goldenem Rand, auf dem sich ein schwarzer Doppeladler befindet. Darüber schwebt der goldene Helm Skanderbegs.
Das Wappen bricht mit der heraldischen Farbregel Farbe auf Farbe.
Das kommunistische Albanien führte auch den Doppeladler. Im während der kommunistischen Herrschaft geführten Wappen schwebte der Adler im weißen Feld, da ein Schild nicht vorgesehen war. Es war an beiden Seiten von goldenen Kornähren umgeben und unten mit einem roten Band geschnürt, das auf jeder Seite die Ähren einmal umwand. Ein goldgerandeter fünfzackiger roter Stern schwebte zwischen den Ährenenden.

## Historische Wappen

Wappen des Fürstentums Albanien (1914)
Wappen der Albanischen Republik 1925–1928
Wappen des Königreichs Albanien (1928–1939)
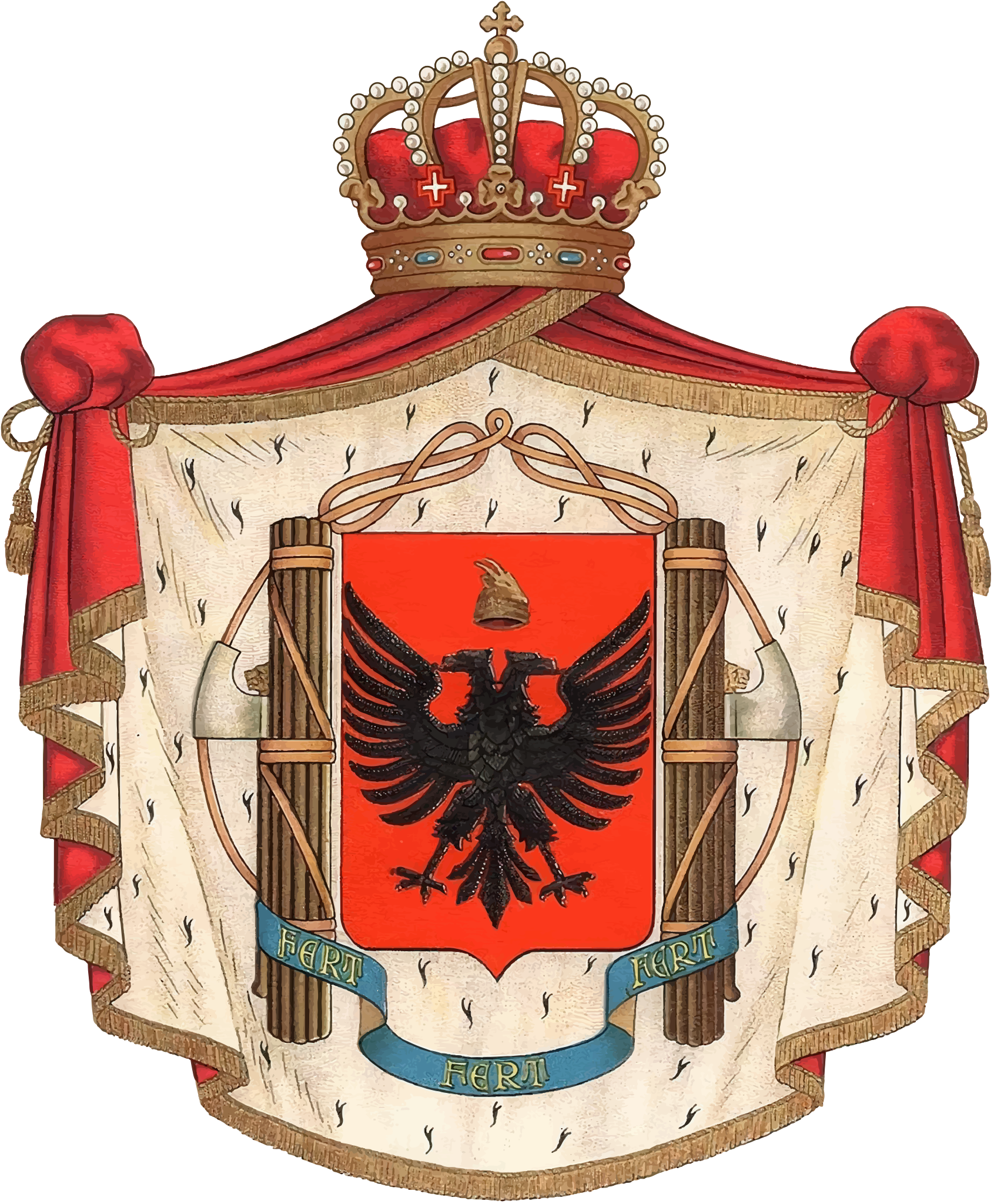
Wappen Albaniens unter italienischer Besatzung (1939–1943)
Wappen der Sozialistischen Volksrepublik Albanien (1946–1991)
Wappen Albaniens (1992–1998)

## Stadtwappen (Auswahl)

Tirana
Durrës
Elbasan
Shkodra
Korça
Fier

## Sonstiges
Am 22. Juni 2018 formten die Kosovoschweizer Granit Xhaka und Xherdan Shaqiri nach ihren Toren im WM-Spiel der Schweiz gegen Serbien den albanischen Doppeladler mit der Hand. Das wurde im Hinblick auf den Gegner als provozierendes Verhalten kritisiert, da Serbien die Unabhängigkeit des hauptsächlich von Albanern bevölkerten Kosovos nicht anerkennt. In der Folge wurde der Begriff «Doppeladler» zum Wort des Jahres 2018 der deutschsprachigen Schweiz gewählt.